# Casa de Moneda del Cuzco
La Casa de moneda del Cusco, conocida también como la "Ceca del Cusco" fue la institución ubicada en la ciudad del Cusco que se encargó de acuñar moneda. Funcionó en 2 momentos durante la época colonial, la primera en 1698 y la segunda en 1824 que, si bien la independencia ya había sido proclamada en 1821, el territorio del departamento del Cusco seguía bajo poder español. Durante la república también funcionó en dos periodos. El primero de 1826 (con el departamento del Cusco ya integrado a la república independiente) a 1845 y el segundo entre 1885 y 1886 luego de la Guerra con Chile. En ninguno de sus cuatro periodos llegó a acuñar una gran cantidad de monedas.
El solar donde se construyó la primera casa de moneda a fines del siglo XVII está derruido y actualmente ocupado por el edificio del antiguo Hotel de Turistas del Cusco. Las otras dos sedes se mantienen en pie y forman parte del centro histórico del Cuzco.

## Primera casa de moneda del Cusco

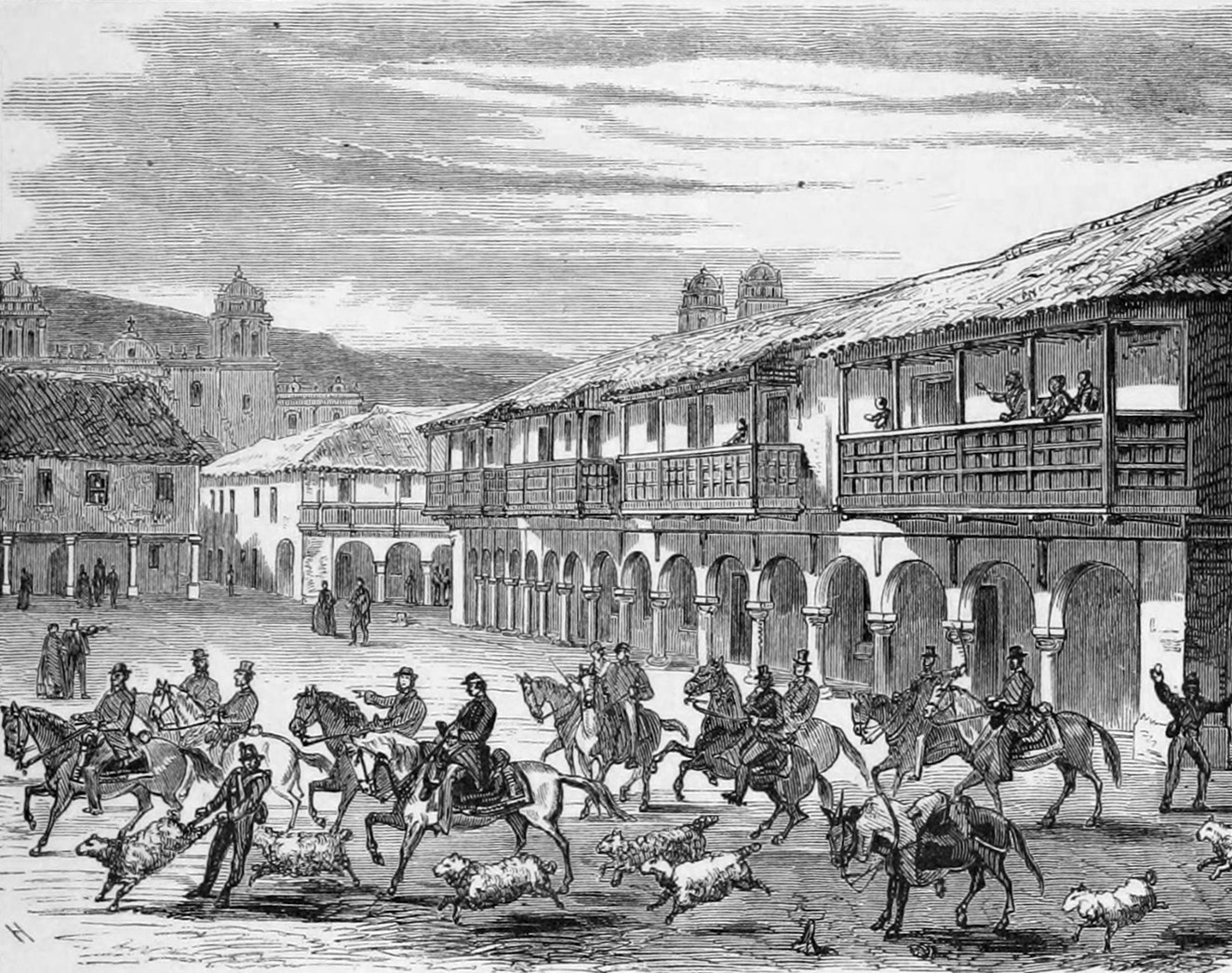
Grabado mostrando los balcones de la primera casa de moneda del Cusco que daban a la Plaza Regocijo

6 de enero de 1683, el rey Carlos II de España expidió la real cédula que ordenó la reapertura de la ceca en la ciudad de Lima como la apertura de una ceca en la ciudad del Cusco. El virrey Melchor de Navarra y Rocafull, Duque consorte de la Palata, mostró ciertas objeciones a esta idea por cuanto pensaba que la existencia de una ceca en el Cusco iba a dar lugar a la falsificación de moneda y demoró su construcción. La autorización a la apertura de la ceca fue respuesta a un pedido de la población cusqueña ante la escasez de moneda menuda pero, contrario a lo esperado por el cabildo del Cuzco, la autorización real no fue para acuñar oro y plata sino solo oro. Este cambio motivó la pérdida de interés de parte de los cabildantes que habían llegado a ofrecer una donación de 25,000 pesos al rey por la casa de moneda. La autorización fue ratificada luego mediante otra cédula del 26 de febrero de 1684.
Ante los reparos del virrey y el desinterés de los cusqueños, la idea quedó paralizada durante varios años. El 13 de diciembre de 1696, fue nombrado Fernando Calderón de la Barca como Justicia Mayor del Cusco mediante carta del rey al Virrey Melchor Portocarrero Lasso de la Vega, Conde de la Monclova, sucesor de Melchor de Navarra y Rocafull, y fue quien impulsó la construcción de la casa de la moneda. Tras un litigio con los padres mercedarios quienes consideraban que el lugar elegido era de su propiedad, Calderón de la Barca impulsó la construcción de la ceca en una ubicación en medio de la Plaza del Cabildo, dando lugar a la reducción de dicha plaza y dando lugar a una plazoleta frente a la entrada de la Iglesia de La Merced. En mayo de 1697 se inició la construcción de esta primera casa de la moneda y se terminó en julio de 1699, dándose por cumplida la orden real el 22 de agosto de 1699. A pesar de eso, existen monedas acuñadas fechadas en 1698. El local de la ceca no solo incluía los ambientes necesarios para acuñar monedas sino también varias tiendas que iban a ser arrendadas.
No se tiene constancia que esta primera casa de moneda acuñara gran cantidad de monedas. Existen poca evidencia de su labor y, más bien, en comunicaciones del siglo XVIII se hace referencia a su reducida función. Diego de Esquivel y Navia, citado por Eduardo Dargent, señaló que la ceca era una obra inútil y que en 1736 se vendió el establecimiento por remate a un vecino de la ciudad por 5,000 pesos y, en 1744, lo adquirió el convento de la Merced.
Durante los años de funcionamiento de esta ceca, aproximadamente seis meses, acuñó exclusivamente monedas macuquinas de oro de 1 y 2 escudos.

## Segunda casa de moneda del Cusco

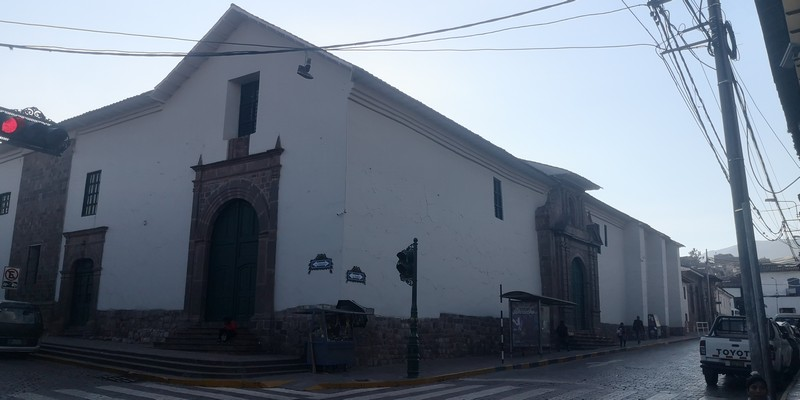
Iglesia de San Juan de Dios, edificio que sirvió de local a la segunda casa de moneda del Cusco

El 16 de julio de 1823, durante la guerra de la independencia, las tropas realistas abandonaron Lima, ciudad que habían ocupado por un mes, para dirigirse al Cusco que sería, en esos años, la última capital del virreinato. El ejército salió de Lima rumbo a Huancayo y luego tomaría rumbo al sur para llegar al Cusco vía Ayacucho. Fue un viaje largo y penoso ya que llegarían al Cusco recién en el mes de diciembre de 1823. En su salida, las tropas llevaron de Lima, entre varias cosas, todas las herramientas y la maquinaria de la casa de moneda. Lo que no pudo ser transportado, fue quemado. De forma paralela, el virrey José de La Serna ordenó el traslado a Cusco del tesorero de la casa de moneda de Potosí, Manuel Solares.
Llegados a Cusco, instalaron la maquinaria en el convento de San Juan de Dios del Cusco y en 1824 se tenían ya noticias de que la casa de moneda del Cusco funcionaba de manera adecuada y acuñaba moneda con la efigie del rey Fernando VII.
Durante este periodo, la ceca acuñó monedas de 1,2 y 8 reales en plata y 8 escudos en oro.
Con el triunfo de las tropas independentistas, el 25 de diciembre de 1824 ingresó a la ciudad el general Agustín Gamarra quien nombró a Anselmo Centeno como jefe de la Casa de la Moneda. Ante este cambio, la casa de moneda empezó a acuñar monedas con los símbolos de la República del Perú. Dichos cuños llegaron al Cusco en octubre de 1826 siendo que, hasta ese momento, la casa de moneda siguió utilizando los cuños reales pero mantuvo como fecha 1824 para evitar que se pensara que, siendo independiente, se seguía acuñando moneda colonial.
Con el establecimiento de la Confederación Perú-Boliviana, la casa de moneda cambió de cuño y lo adecuó a los símbolos de la república Sud Peruana. Luego de la derrota de la Confederación y tras la batalla de Ingavi y la muerte de Gamarra, se supo que las fuerzas bolivianas amenazaban con invadir el Cusco. En esa circunstancia se decidió desarmar la ceca. No obstante se tienen monedas que fueron acuñadas en el Cusco hasta el año 1843. Luego, la casa de moneda volvió a dejar de funcionar. La clausura definitiva fue en 1845, sus herramientas y maquinarias fueron enviadas a Lima y su local fue ocupado por el Colegio de mujeres Educandas.
Durante la época de la Confederación, se acuñó la que el Banco Central de Reserva denomina como una de las más bellas monedas de la historia del Perú. Se refiere a la moneda de 8 escudos de 1837 y 1838. Además, se acuñaron monedas de oro de ½ escudo, 1 y 8 escudos entre 1826 y 1845 y monedas de plata de ½ real, 1 real, 2 reales, 4 reales y 8 reales entre 1826 y 1841. Sin embargo, esta acuñación no fue regular en todos los años ni tampoco en todas las denominaciones.

## Tercera casa de moneda del Cusco

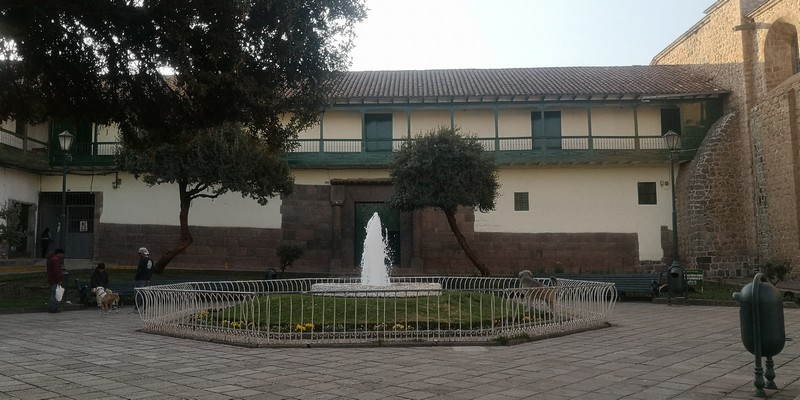
Casa Silvac, sirvió como local a la tercera casa de moneda del Cusco.

Se tiene constancia que en 1883, Santiago M. Piélago, visitador de la Caja Fiscal del Cuzco, solicitó al presidente Lizardo Montero la reapertura de la casa de moneda del Cusco debido a la existencia de moneda boliviana de menor calidad y a la falta de circulante menudo. En 1884, ya con Andrés Avelino Cáceres como Presidente de la República, el prefecto del Cusco, José Rosendo Samanez, impulsó la formación de una comisión que estudie la mejor forma de instalar la casa de moneda. El Presidente Cáceres emitió un Decreto Supremo el 14 de octubre de 1884 autorizando la reapertura de la ceca.
En 1885, el joyero francés Jean Marcés presentó una propuesta para instalar por su cuenta la casa de moneda y acuñar las monedas. Recibió la ayuda de los señores Martín Pío Concha, Juan José Moscoso y Nestor Cosío quienes garantizaron la operacíon con sus propiedades.Su propuesta fue aceptada mediante Decreto de Prefectura del 11 de septiembre de ese año. Inicialmente instalada en el barrio de Suytoccato, en 1886 se trasladó a la Casa Silva ubicada en el Centro histórico del Cuzco al costado del Convento de Santa Teresa.
El 20 de agosto de 1886, el prefecto del Cusco, Coronel Francisco Antayo, ordenó la clausura de la Casa de Moneda sin dar mayores explicaciones. Durante su breve funcionamiento acuñó monedas de plata de ½ dinero (5 centavos) en 1885 y 1 dinero (10 centavos) en 1886.